# Eckhart Schweizer
Eckhart Schweizer (* 5. Februar 1936 in Stuttgart; † 19. Juni 2016)  war ein deutscher Biochemiker.

## Leben
Schweizer studierte an der Universität Tübingen und der Ludwig-Maximilians-Universität München und promovierte in der Arbeitsgruppe des Nobelpreisträgers Feodor Lynen am Max-Planck-Institut für Zellchemie (jetzt Max-Planck-Institut für Biochemie) in München. Als Post-Doktorand war er zwei Jahre am Labor für Molekularbiologie der University of Wisconsin. Danach war er Leiter einer Arbeitsgruppe an der Universität Würzburg, wo er sich 1971 habilitierte und wissenschaftlicher Rat wurde. 1974 erhielt er den neu gegründeten Lehrstuhl für Biochemie der Friedrich-Alexander-Universität Erlangen-Nürnberg. 1993 bis 1995 war er dort Dekan der Naturwissenschaftlichen Fakultät und 1996 bis 2000 Senatsvertreter dieser Fakultät.
Er war lange Fachgutachter für Biochemie der DFG (Deutsche Forschungsgemeinschaft).
Schweizer befasste sich mit Molekularbiologie, Enzymologie (Multienzymkomplexe) und Genregulation, unter anderem bei der Biosynthese von Fettsäuren und Biogenese von Organellen. Er war am Genomprojekt der Hefe Saccharomyces cerevisiae beteiligt und an der Etablierung dieser Hefe als Modellorganismus in der molekularbiologischen Forschung.
Am 19. Juni 2016 verstarb Eckhart Schweizer im Alter von 80 Jahren.

## Auszeichnungen
1971 erhielt er den Chemie-Preis der Akademie der Wissenschaften zu Göttingen und 1976 den Heinrich-Wieland-Preis.

## Schriften (Auswahl)
- mit Lothar Kühn, Helga Castorph: A New Gene Cluster in Yeast: The Fatty Acid Synthetase System, Hoppe-Seylers Zeitschrift für physiologische Chemie, Band 352, 1971, Heft 1
- mit Kühn, Castorph: Gene Linkage and Gene-Enzyme Relations in the Fatty-Acid-Synthetase System of Saccharomyces cerevisiae, FEBS Journal, Band 24, 1972, Heft 3
- Multienzymkomplexe, Chemie in unserer Zeit, Februar 1973, S. 25
- Genetische Organisation des Fettsäure-Synthetase-Komplexes der Hefe, Angewandte Chemie, Band 84, 1972, Heft 3
- Molekulare Struktur and Biosynthese des Fettsäuresynthetase-Multienzymkomplexes der Hefe, Angewandte Chemie, Band 85, 1973, Heft 8
- Biosynthese und Struktur des Fettsäuresynthetase-Komplexes der Hefe, Naturwissenschaften, Band 64, 1977, Heft 7
- mit Michael Schweizer u. a.: Molecular structure and expression of fatty acid synthetase genes in yeast, Biochemical Society Transactions, Band 14, 1986, Heft 3
- Fettsäuresynthasen – Funktionsstrategien eines Multienzyms, Naturwissenschaften, Band 83, 1996, Heft 8